# Piece of Time
Albums de Atheist
Beyond (démo)
(1988) Unquestionable Presence
(1991)
Piece of Time est le premier album du groupe de death metal Atheist, sorti en 1989. L'album est considéré comme précurseur du Technical death metal et du Death metal progressif par sa fusion de Metal extrême et d'éléments de Musique progressive et de rythmiques Jazz.

## Musiciens
- Kelly Shaefer (chant, guitare)
- Rand Burkey (guitare)
- Frank Emmi (guitare)
- Roger Patterson (basse)
- Steve Flynn (batterie)

## Liste des titres
1. Piece of Time (4:30)
2. Unholy War (2:19)
3. Room With A View (4:06)
4. On They Slay (3:39)
5. Beyond (3:00)
6. I Deny (4:01)
7. Why Bother (2:55)
8. Life (3:09)
9. No Truth (4:30)

Pistes bonus:
1. Undefiled Wisdom (4:30)
2. Brain Damage (4:50)
3. On They Slay (4:06)
4. Hell Hath No Mercy (2:59)
5. Choose Your Death (3:18)
6. No Truth (4:11)

Durée : 56:05